# Колтыгин, Павел Геннадьевич
Павел Геннадьевич Колтыгин (род. 17 февраля 1999, Москва) — российский хоккеист, нападающий.

## Биография
Воспитанник школы московского «Динамо». В сезоне 2015/16 МХЛ играл за юниорскую сборную России. На драфте CHL 2016 года был выбран под № 9 клубом QMJHL «Драммондвилл Вольтижерс», за который играл в сезонах 2016/17 — 2018/19.
На драфте НХЛ 2017 года был выбран в 6-м раунде под общим 176-м номером клубом «Нэшвилл Предаторз».
В конце мая 2019 года подписал двухлетний двусторонний контракт с клубом КХЛ «Витязь» Подольск
Вернулся в Россию в 2019 году и дебютировал в КХЛ в составе «Витязя». В сезоне 2019/20 провёл 28 матчей в регулярном чемпионате и 2 игры в плей-офф. В мае 2020 года перешёл в СКА, стал играть за команду «СКА-Нева» в ВХЛ. 26 сентября 2022 года в домашнем матче против «Торпедо» (3:0) дебютировал в составе СКА. 6 июля был обменян на денежную компенсацию в тольяттинскую «Ладу», вернувшуюся в КХЛ.
Бронзовый призёр чемпионата мира среди юниорских команд 2017.